# أوزن تبة سفلي
أوزن‌ تبة سفلي هي قرية في مقاطعة بارس أباد، إيران. عدد سكان هذه القرية هو 15 في سنة 2006.